# كينيث مارشال (سياسي)
كينيث مارشال (بالإنجليزية: Kenneth Marshall)‏ هو سياسي أمريكي، ولد في 4 يناير 1968. حزبياً، نشط في الحزب الديمقراطي.